# Bagnolo Mella
Pour les articles homonymes, voir Bagnolo.
Bagnolo Mella est une commune italienne d'environ 12 000 habitants située dans la province de Brescia, en Lombardie.

## Administration
| Période                                  | Période     | Identité         | Étiquette | Qualité |
| ---------------------------------------- | ----------- | ---------------- | --------- | ------- |
| 14 mai 2001                              | 16 mai 2011 | Giuseppe Panzini | PD        |         |
| 16 mai 2011                              | En cours    | Cristina Almici  | LN        |         |
| Les données manquantes sont à compléter. |             |                  |           |         |

### Communes limitrophes
Capriano del Colle, Dello, Ghedi, Leno, Manerbio, Montirone, Offlaga, Poncarale

## Jumelages
- Brie-Comte-Robert (France)
- Stadtbergen (Allemagne)